# Малахов, Александр Иванович
Александр Иванович Малахов — российский учёный, доктор физико-математических наук, профессор, начальник Научно-экспериментального отдела физики тяжелых ионов (НЭОФТИ) Лаборатории физики высоких энергий (ЛФВЭ) ОИЯИ, заведующий кафедрой физико-технических систем университета «Дубна».

## Биография
Родился 01.04.1946 на Дальнем Востоке в семье военнослужащего и учительницы. С 1951 по 1964 г. жил в Тамбове, где до 8 класса учился в школе № 1, а затем в средней школе № 6, которую окончил в 1964 г. с серебряной медалью.
Окончил факультет экспериментальной и теоретической физики МИФИ (1970) и аспирантуру ОИЯИ (1974).
Работа в Объединённом институте ядерных исследований (ОИЯИ):
- 1971—1980 инженер, старший инженер, младший научный сотрудник, старший научный сотрудник Лаборатории высоких энергий (ЛВЭ)
- 1980—1985 заместитель начальника Научно-экспериментального электронного отдела ЛВЭ
- 1985—1995 начальник сектора Научно-экспериментального отдела релятивистской ядерной физики ЛВЭ
- 1995—1997 заместитель директора по научной работе ЛВЭ
- январь 1997−2007 директор ЛВЭ
- с 2007 — начальник Научно-экспериментального отдела физики тяжелых ионов (НЭОФТИ) Лаборатории физики высоких энергий (ЛФВЭ) ОИЯИ.

Работа в вузах (по совместительству):
- 2008—2015 заведующий кафедрой «Электроника физических установок» МИРЭА.
- 2015—2016 заведующий кафедрой «Электроника физических установок» университета «Дубна».
- с 2016 заведующий кафедрой физико-технических систем университета «Дубна».

## Научная деятельность
- 1971—1990 ответственный за эксплуатацию установки ФОТОН
- 1990—2006 руководитель экспериментов на установке СФЕРА
- с 1991 г. руководитель группы физиков ОИЯИ, участвующих в экспериментах NA-49, NA-61 на ускорителе SPS в ЦЕРН, член коллаборационного совета эксперимента NA-61.

Действительный член Российской инженерной академии (руководитель секции «Ядерная энергетика»), действительный член Международной инженерной академии.
Соавтор открытия бозона Хиггса на установке CMS на LHC в ЦЕРН.
Индекс Хирша на 2022 год — 122.

### Научные труды
- Люди высоких энергий [Текст] : документальная повесть / А. И. Малахов. — Москва : Академика, 2016. — 253, [2] с. : ил., цв. ил., портр., цв. портр., табл., факс.; 25 см; ISBN 978-5-4225-0107-6 : 500 экз.
- Релятивистская ядерная физика: Учебное пособие. — Дубна: ОИЯИ, 2021. — 181 с.: ил.; ISBN 978-5-9530-0554-8: 300 экз.
- «Основания интеллектуальной культуры человечества: история зарождения натуралистического мышления» (2010)
- Some results of 2004 and research programme of the Veksler and Baldin laboratory of high energies for 2005-20076 : rep. to the 97th Sess. of the JINR sci. council, Jan.20-21, 2005 / A. I. Malakhov. — Dubna : Joint inst. for nuclear research, 2004. — 37, [1] с.; 22 см. — (Joint institute for nuclear research; 2004—194).; ISBN (В обл.)
- The results of 2003 and the research program of the Veksler and Baldin laboratory of high energies for 2004—2006 : rep. to the 95th Sess. of the JINR sci. council, Jan. 15-16, 2004 / A. I. Malakhov. — Dubna : Joint inst. for nuclear research, 2003. — 26, [1] с. : ил.; 22 см. — (Joint institute for nuclear research; 2003—237).; ISBN
- The results of 2006 and the research programme of the Veksler and Baldin laboratory of high energies for 2007—2009 : report to the 101st Session of the JINR Scientific council Jan. 18-19, 2007 / A. I. Malakhov. — Dubna : Объед. ин-т ядер. исслед., 2006. — 30, [1] с. : ил.; 22 см. — (Joint inst. for nuclear research; 2006—171).

Диссертации:
- Создание девяностоканального черенковского масс-спектрометра и его исследование на пучке электронов и пионов с импульсом 3-5 ГэВ/с : диссертация … кандидата физико-математических наук : 01.04.01. — Дубна : ОИЯИ, 1979. — 184 с. : ил.
- Исследование взаимодействий релятивистских ядер на установке «СФЕРА» : диссертация … доктора физико-математических наук в форме науч. докл. : 01.04.16. — Дубна, 1994. — 44 с. : ил.; 20х16 см.

## Награды и звания
- Медаль ордена «За заслуги перед Отечеством» II степени (23.03.2006);
- Медаль «В память 850-летия Москвы» (1997);
- Медаль «Дружба» Монгольской народной республики (2006);
- Медаль Министерства образования и науки РФ «За вклад в реализацию государственной политики в области научно-технологического развития» (2021).

- Почётный работник высшего профессионального образования Российской Федерации (2013).